# Saša Čađo
Saša Čađo (Sarajevo, 13 de junho de 1989) é uma basquetebolista profissional sérvia, medalhista olímpica.

## Carreira
Saša Čađo integrou Seleção Sérvia de Basquetebol Feminino, na Rio 2016, conquistando a medalha de bronze.